# مخارق

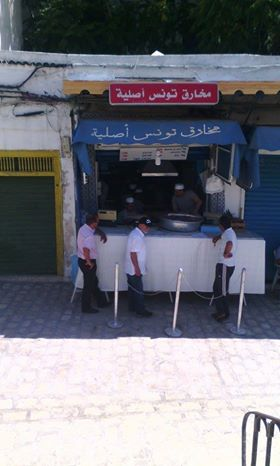
محل لبيع المخارق و الزلابية بتونس

المخارق هي أكلية (تحلية) من المطبخ التونسي التقليدي اشتهرت به مدينة باجة، مع انتشاره في باقي المُدن.
المخارق هو نوع من دونات يباع على مدار العام، وخاصة خلال شهر رمضان. اعتمادا على وصفة، يتم صنع المخارق والذي يتمثل في عجينة ناعمة مصنوعة من الدقيق ، السمن والخميرة والبيض . ثم يتم يترك العجين لمدة تصل إلى 24 ساعة لتصبح عجينة لينة وخفيفة . ثم، يتم قولبة العجين إلى كعك مستديرة الشكل وتقلي حتى تصبح ذهبية اللون. ثم، تنقع في العسل أو في السكر 
هناك نوعين:
- المخارق العادية، مصنوعة من السميد والطحين والزبدة والزيت.
- المخارق الخاصة، يطلق عليها اسم «المعذبة» في اللغة التونسية لأنها تحتاج إلى جهد كبير فالتصنيع وهي مصنوعة من مكونات محددة كالسمن والعسل والبيض.

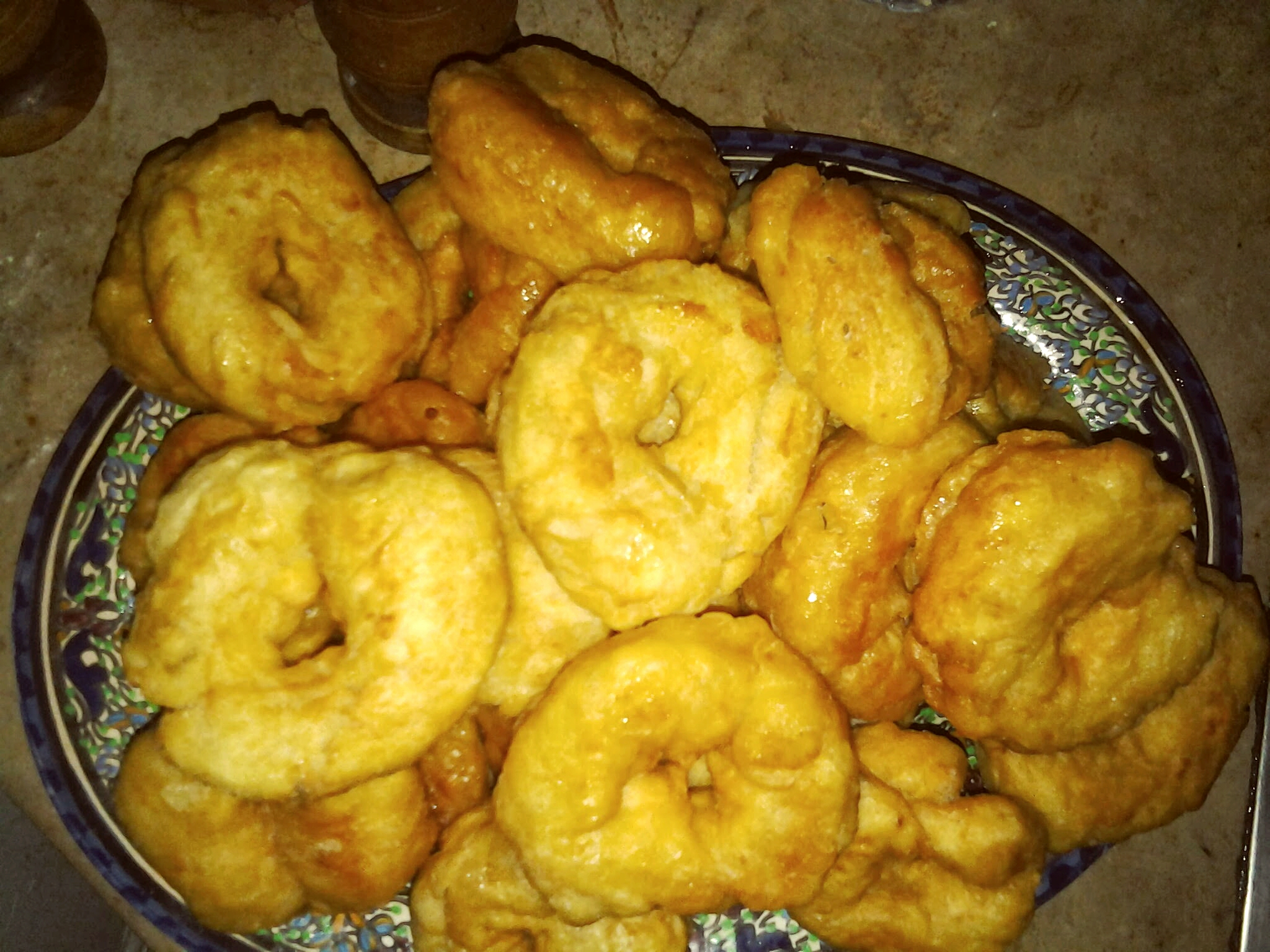
حلوى المخارق المعروفة باليويو لشكلها الأشابه بلعبة اليويو